# Ignacy Jarosz

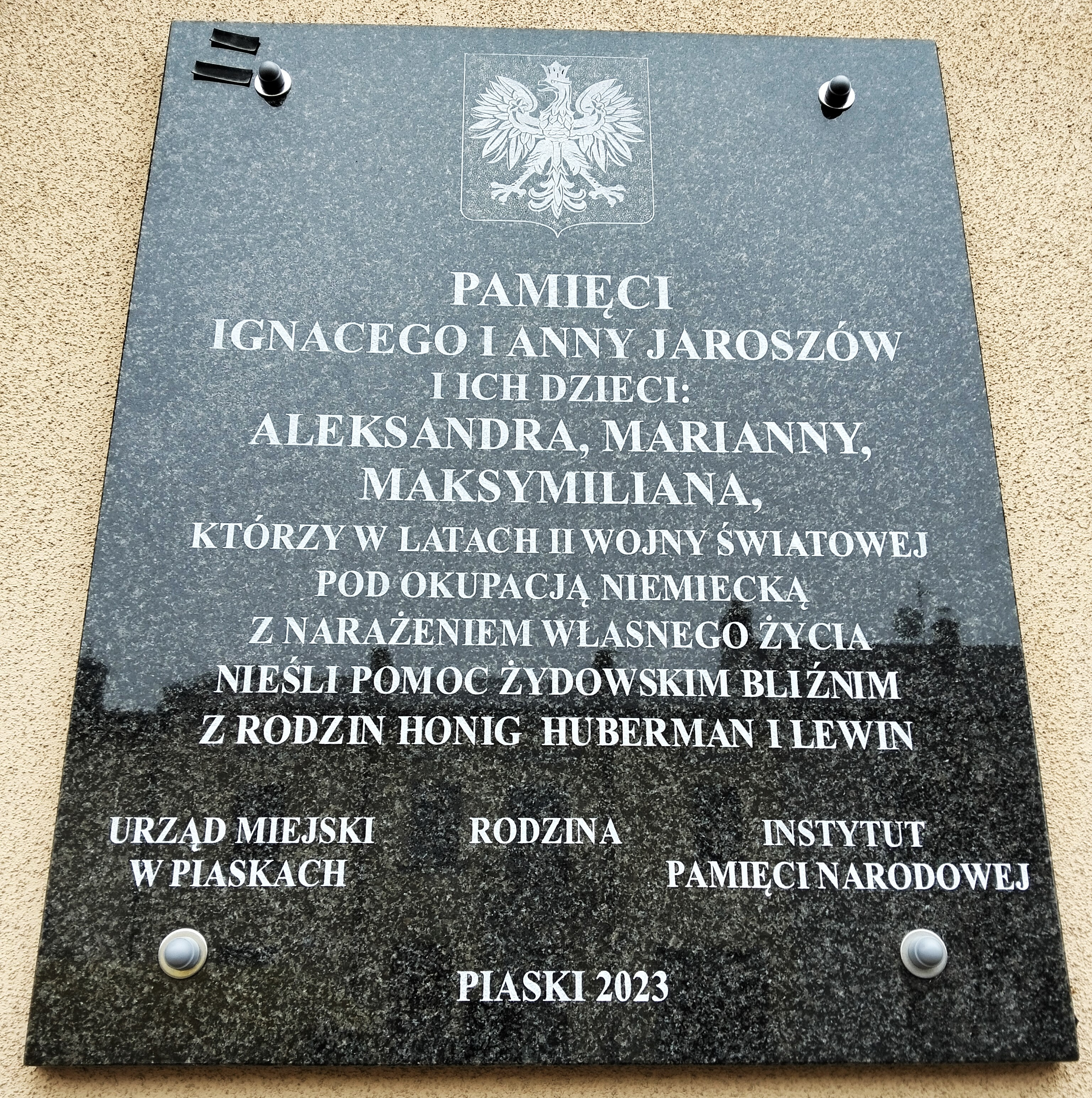
Tablica pamiątkowa w Piaskach

Ignacy Jarosz (ur. 31 lipca 1881 w Piaskach, zm. 30 stycznia 1957) – polski Sprawiedliwy wśród Narodów Świata.

## Życiorys
Był urzędnikiem, budowlańcem, należał do miejscowej elity. Jego żona Anna Jarosz zajmowała się domem. Mieli ośmioro dzieci. Czterej synowie oraz jeden z dziadków zostali zabici za działalność konspiracyjną.
Rodzina Jaroszów przez cały okres okupacji pomagała Żydom z okolicznego getta w Piaskach. Podczas łapanek Żydzi znajdowali schronienie w domu i zabudowaniach gospodarczych Jaroszów. Dzieci nosiły do getta leki, żywność oraz broń. Organizowali amunicję dla Żydowskiej Organizacji Bojowej w getcie, a także blankiety fałszywych dokumentów: kenkart, dowodów osobistych. Szczególną opieką Jaroszowie otaczali żydowską rodzinę Lewinów: Wolfa wraz z córkami Gertrudą i Haną. Pomagali im ukrywać się, dostarczając żywność i materiały pierwszej potrzeby. Wśród ocalonych znalazł się także Józef Honig.
W 2001 Ignacy Jarosz wraz z żoną Anną oraz dziećmi Maksymilianem, Aleksandrem i Marianną zostali odznaczeni medalami Sprawiedliwych wśród Narodów Świata.